# Lise Seidel

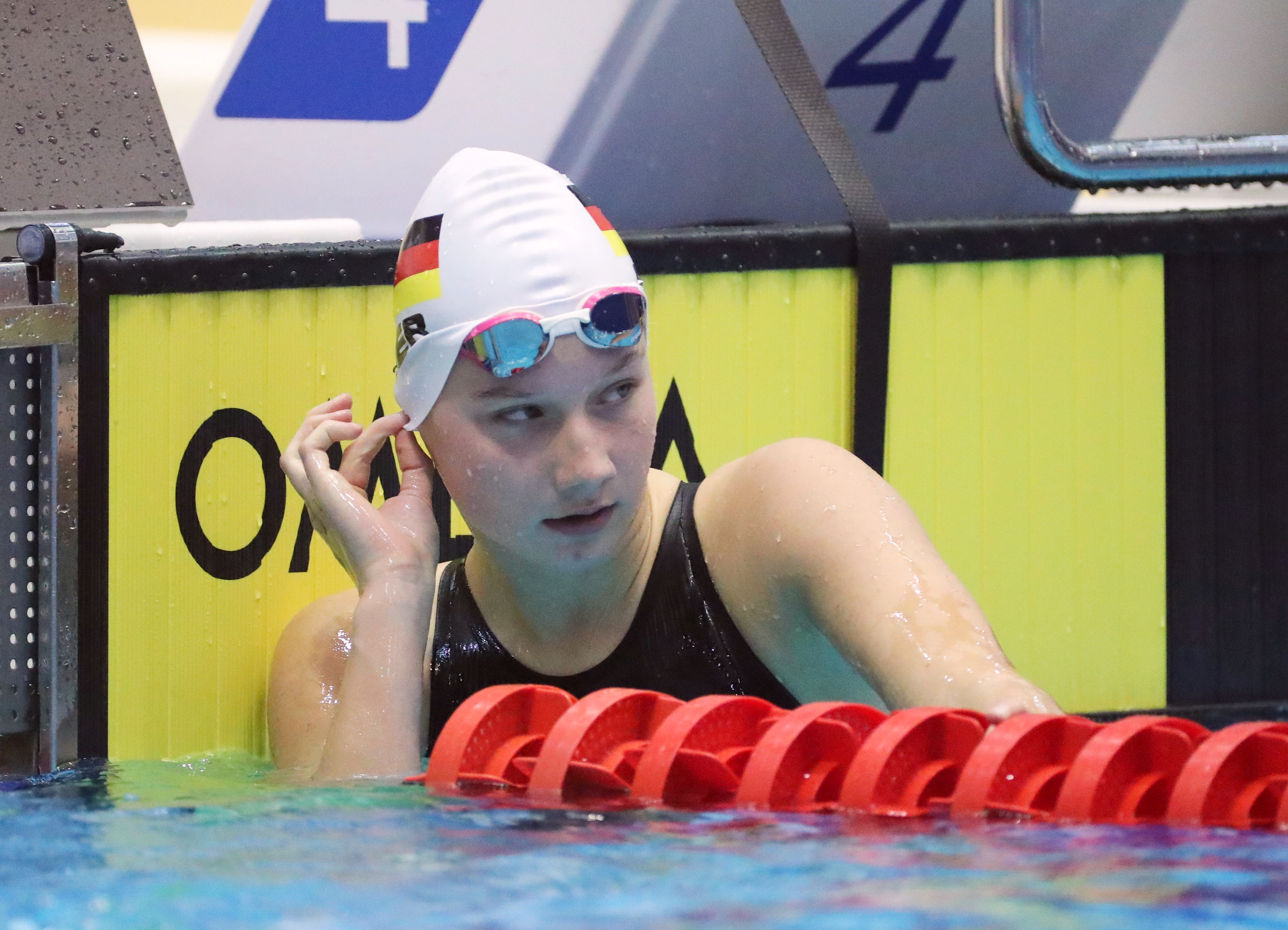
Lise Seidel bei den Deutschen Jahrgangsmeisterschaften 2021

Lise Seidel (* 8. Dezember 2006) ist eine deutsche Schwimmerin, die vor allem über die Rückenstrecken erfolgreich ist.

## Sportlicher Werdegang
Seidel startet für den SC Chemnitz von 1892 und trainiert am Chemnitzer Landesstützpunkt Schwimmen bei Steven Krüger.
Sie nahm mehrmals an Europäischen Jugendschwimmmeisterschaften teil und gewann dabei 2024 in Vilnius als Schlussschwimmerin der deutschen 4-×-100-m- und 4-×-200-m-Staffel Bronze sowie Silber mit der 4-×-100-m-Freistil-Mixedstaffel. Auf nationaler Ebene wurde Seidel bei den Deutschen Langbahn-Meisterschaften 2024 jeweils Zweite über 100 m Rücken hinter Laura Riedemann und über 200 m Rücken hinter Maya Werner. Die Qualifikation für die Olympischen Spiele in Paris verpasste sie über die 100 m Rücken dabei nur knapp. Im folgenden Jahr gewann Seidel über alle drei Rückenstrecken den Deutschen Meistertitel auf der Langbahn und qualifizierte sich für die Schwimmweltmeisterschaften 2025 in Singapur. Dort startete sie über 200 m Rücken, erreichte das Finale und belegte Platz 8.